# حبق صومالي
حبق صومالي (الاسم العلمي:Ocimum somaliense) هو نوع من النباتات يتبع جنس الحبق من الفصيلة الشفوية.
سمي هذا النوع نسبةً إلى الصومال.